# IC 712
IC 712 је елиптична галаксија у сазвјежђу Велики медвјед која се налази на листи објеката дубоког неба у Индекс каталогу.
Деклинација објекта је + 49° 4' 40" а ректасцензија 11h 34m 49,1s. Привидна величина (магнитуда) објекта IC 712 износи 13,8 а фотографска магнитуда 14,8. IC 712 је још познат и под ознакама MCG 8-21-63, CGCG 242-54, PGC 35785.